# Christian Theede
Christian Theede (ur. 1972 we Flensburgu) – niemiecki reżyser filmowy i scenarzysta.

## Kariera
Pierwszy film pełnometrażowy zrealizował jako uczeń Alten Gymnasium we Flensburgu. W ten sposób jego debiutancki film, science fiction Freddy, miał swoją premierę w Palast-Theater we Flensburg-Jürgensby i był w wersji wideo przez długi czas wypożyczony z Biblioteki Miejskiej Flensburg. Po ukończeniu studiów, Theede studiował filmoznawstwo i wkrótce zajął się profesjonalnymi produkcjami, głównie dla telewizji.
Theede wyreżyserował też kilka filmów z serii ARD Najpiękniejsze baśnie braci Grimm.

## Filmografia

### Reżyser
- 2008 – O dzielnym krawczyku
- 2008 – Kobra – oddział specjalny: Wśród wrogów
- 2008 – Kobra – oddział specjalny: Oko za oko
- 2009 – Kot w butach
- 2010 – Złodziej nad złodziejami
- 2010 – Wieloskórka
- 2012 – Nie całuj pilota w buszu
- 2012 – O rybaku i jego żonie
- 2012 – Tierisch verknallt
- 2012 – Alles Bestens
- 2018: Tatort: Mord ex Machina

### Scenarzysta
- 2008 – Zły